# Белякова, Екатерина Михайловна
Екатерина Михайловна Белякова (1892, Москва — 1980, Москва) — русская, советская художница, живописец, график.

## Биография
Отец Беляковой, Михаил Гаврилович (1850—1937), — банковский служащий, отец пятерых детей, собиратель живописи и книг — занимался живописью, дал дочери первые уроки рисования.
В 1909 году поступила в Строгановское центральное художественно-промышленное училище в Москве. Училась у Станислава Ноаковского и П. П. Пашкова. Окончив училище в 1913 году, продолжила обучение в Московском училище живописи, ваяния и зодчества (МУЖВЗ), где её педагогами были Н. А. Касаткин, А. М. Корин, С. Д. Милорадович и С. В. Малютин. Закончила МУЖВЗ в 1917 году. В 1915 году впервые показывала свои работы на выставке.
В 1918—1919 годах собирала коллекцию Музея игрушки в Сергиевом Посаде, сделав акварельные копии игрушек и подробно описав игрушечные промыслы. Позже совместно с Е. Е. Штейнбах написала работу «Игрушки Сергиева Посада».
С 1921 по 1924 годы занималась живописью у Павла Кузнецова. С 1924 года — участница объединения «Маковец».
Чудом избежав репрессий, которые коснулись её друзей, стала глубоко верующим человеком. Она была прекрасной собеседницей, много рассказывала об искусстве и художниках своего времени. Она была чутким и отзывчивым человеком, в годы лишений живя одним искусством. В её квартире в трудные годы собирались не только её соученики — К. П. Перроте, Е. Штейнбах, З. Осколкова, Г. Ю. Хандожевская, Р. А. Флоренская, танцовщица В. И. Бекунова, но и ряд заметных художников, таких как С. М. Романович, И. Соболев, искусствовед Воронов. Они устраивали спектакли, играя пьесы Мольера и поставив даже «Декамерон» Боккаччо, тщательно подготавливая декорации и костюмы. Её близкой подругой была художница Р. А. Флоренская, сестра философа П. А. Флоренского. После смерти Флоренской её живопись была сохранена Е. М. Беляковой. Екатерина Михайловна была иллюстратором, выполнила акварельные работы к «Сказкам Андерсена», «Маленьким рассказам» М. М. Пришвина и др. Она вела иллюстрированный дневник, где фиксировала особенные события своей жизни.
Работы Беляковой находятся в собраниях Государственного Русского музея, Государственного исторического музея и Государственной Третьяковской галереи.